# Squadra vietnamita di Coppa Davis
La squadra vietnamita di Coppa Davis rappresenta il Vietnam nella Coppa Davis, ed è posta sotto l'egida della Vietnam Tennis Federation.
La squadra debuttò nella competizione nel 1964 rinunciando però per 29 anni, fra il 1974 e il 2003, e non ha mai fatto parte del World Group. Attualmente è parte del Group III della zona Asia/Oceania.

## Organico 2019
Vengono di seguito illustrati i convocati per ogni singolo turno della Coppa Davis 2019. A sinistra dei nomi la nazione affrontata e il risultato finale. Fra parentesi accanto ai nomi, il ranking del giocatore nel momento della disputa degli incontri (la "d" indica che il ranking corrisponde alla specialità del doppio).
| Gruppo III - Round Robin | Gruppo III - Round Robin                                                                 | Gruppo III - Round Robin | Gruppo III - Round Robin |
| Sri Lanka (3-0)          | Lý Hoàng Nam (415) Lê Quốc Khánh (751 d) Trịnh Linh Giang (f.r.*) Phạm Minh Tuấn (f.r.*) |                          |                          |
| ------------------------ | ---------------------------------------------------------------------------------------- | ------------------------ | ------------------------ |

| Gruppo III - Round Robin | Gruppo III - Round Robin                                                                 | Gruppo III - Round Robin | Gruppo III - Round Robin |
| Singapore (2-1)          | Lý Hoàng Nam (415) Lê Quốc Khánh (751 d) Trịnh Linh Giang (f.r.*) Phạm Minh Tuấn (f.r.*) |                          |                          |
| ------------------------ | ---------------------------------------------------------------------------------------- | ------------------------ | ------------------------ |

| Gruppo III - Round Robin | Gruppo III - Round Robin                                                                 | Gruppo III - Round Robin | Gruppo III - Round Robin |
| Kuwait (3-0)             | Lý Hoàng Nam (415) Lê Quốc Khánh (751 d) Trịnh Linh Giang (f.r.*) Phạm Minh Tuấn (f.r.*) |                          |                          |
| ------------------------ | ---------------------------------------------------------------------------------------- | ------------------------ | ------------------------ |

| Gruppo III - Playoff 1-4 Posto | Gruppo III - Playoff 1-4 Posto                                                           | Gruppo III - Playoff 1-4 Posto | Gruppo III - Playoff 1-4 Posto |
| Siria (2-0)                    | Lý Hoàng Nam (415) Lê Quốc Khánh (751 d) Trịnh Linh Giang (f.r.*) Phạm Minh Tuấn (f.r.*) |                                |                                |
| ------------------------------ | ---------------------------------------------------------------------------------------- | ------------------------------ | ------------------------------ |

* f.r. = Fuori Ranking

## Risultati
= Incontro del Gruppo Mondiale

### 2010-2019
| Anno | Turno                           | Data           | Sede               | Avversario            | Punteggio | Esito     |
| ---- | ------------------------------- | -------------- | ------------------ | --------------------- | --------- | --------- |
| 2010 | Gruppo III, Round Robin         | 28 aprile      | Teheran (IRN)      | Sri Lanka             | 0–3       | Sconfitta |
| 2010 | Gruppo III, Round Robin         | 29 aprile      | Teheran (IRN)      | Bangladesh            | 3–0       | Vittoria  |
| 2010 | Gruppo III, Round Robin         | 30 aprile      | Teheran (IRN)      | Oman                  | 3–0       | Vittoria  |
| 2010 | Gruppo III, Playoff 1º-4º posto | 1 maggio       | Teheran (IRN)      | Siria                 | 2–1       | Vittoria  |
| 2010 | Gruppo III, Playoff 1º-4º posto | 2 maggio       | Teheran (IRN)      | Iran                  | 0–2       | Sconfitta |
| 2010 | Gruppo III, Playoff 1º-4º posto | 2 maggio       | Teheran (IRN)      | Libano                | ND        | ND        |
| 2011 | Gruppo III, Round Robin         | 15 giugno      | Colombo (SRI)      | Sri Lanka             | 0–3       | Sconfitta |
| 2011 | Gruppo III, Round Robin         | 16 giugno      | Colombo (SRI)      | Kuwait                | 2–1       | Vittoria  |
| 2011 | Gruppo III, Round Robin         | 17 giugno      | Colombo (SRI)      | Birmania              | 2–1       | Vittoria  |
| 2011 | Gruppo III, Playoff 1º-4º posto | 18 giugno      | Colombo (SRI)      | Libano                | 0–3       | Sconfitta |
| 2011 | Gruppo III, Playoff 1º-4º posto | 19 giugno      | Colombo (SRI)      | Malaysia              | 2–1       | Vittoria  |
| 2011 | Gruppo III, Playoff 1º-4º posto | 19 giugno      | Colombo (SRI)      | Sri Lanka             | ND        | ND        |
| 2012 | Gruppo III, Round Robin         | 25 aprile      | Teheran (IRN)      | Iran                  | 1–2       | Sconfitta |
| 2012 | Gruppo III, Round Robin         | 26 aprile      | Teheran (IRN)      | Kuwait                | 0–3       | Sconfitta |
| 2012 | Gruppo III, Round Robin         | 27 aprile      | Teheran (IRN)      | Kirghizistan          | 3–0       | Vittoria  |
| 2012 | Gruppo III, Playoff             | 25 aprile      | Teheran (IRN)      | Bangladesh            | 2–1       | Vittoria  |
| 2012 | Gruppo III, Playoff             | 28 aprile      | Teheran (IRN)      | Kirghizistan          | ND        | ND        |
| 2012 | Gruppo III, Playoff             | 29 aprile      | Teheran (IRN)      | Oman                  | 3–0       | Vittoria  |
| 2013 | Gruppo III, Round Robin         | 11 settembre   | Dubai (ARE)        | Cambogia              | 3–0       | Vittoria  |
| 2013 | Gruppo III, Round Robin         | 12 settembre   | Dubai (ARE)        | Comunità del Pacifico | 2–1       | Vittoria  |
| 2013 | Gruppo III, Round Robin         | 13 settembre   | Dubai (ARE)        | Emirati Arabi Uniti   | 3–0       | Vittoria  |
| 2013 | Gruppo III, Playoff 1º-4º posto | 14 settembre   | Dubai (ARE)        | Malaysia              | 2–1       | Sconfitta |
| 2013 | Gruppo III, Playoff 1º-4º posto | 15 settembre   | Dubai (ARE)        | Hong Kong             | 2–1       | Vittoria  |
| 2013 | Gruppo III, Playoff 1º-4º posto | 15 settembre   | Dubai (ARE)        | Cambogia              | ND        | ND        |
| 2014 | Gruppo II, 1º turno             | 14-16 febbraio | Da Lat (VIE)       | Pakistan              | 2–3       | Sconfitta |
| 2014 | Gruppo II, Playoff 2º turno     | 4-6 aprile     | Da Lat (VIE)       | Sri Lanka             | 2–3       | Sconfitta |
| 2015 | Gruppo III, Round Robin         | 25 marzo       | Kuala Lumpur (MYS) | Turkmenistan          | 3–0       | Vittoria  |
| 2015 | Gruppo III, Round Robin         | 26 marzo       | Kuala Lumpur (MYS) | Siria                 | 2–1       | Vittoria  |
| 2015 | Gruppo III, Round Robin         | 27 marzo       | Kuala Lumpur (MYS) | Cambogia              | 3–0       | Vittoria  |
| 2015 | Gruppo III, Playoff 1º-4º posto | 28 marzo       | Kuala Lumpur (MYS) | Hong Kong             | 2–0       | Vittoria  |
| 2016 | Gruppo II, 1º turno             | 4-6 marzo      | Hanoi (VIE)        | Indonesia             | 3–2       | Vittoria  |
| 2016 | Gruppo II, 2º turno             | 15-17 luglio   | Nonthaburi (THA)   | Thailandia            | 0–5       | Sconfitta |
| 2017 | Gruppo II, 1º turno             | 3-5 febbraio   | Hanoi (VIE)        | Hong Kong             | 2–3       | Sconfitta |
| 2017 | Gruppo II, Playoff 2º turno     | 7-9 aprile     | Esfahan (IRN)      | Iran                  | 0–5       | Sconfitta |
| 2018 | Gruppo III, Round Robin         | 3 aprile       | Hanoi (VIE)        | Comunità del Pacifico | 2–1       | Vittoria  |
| 2018 | Gruppo III, Round Robin         | 4 aprile       | Hanoi (VIE)        | Cambogia              | 3–0       | Vittoria  |
| 2018 | Gruppo III, Round Robin         | 5 aprile       | Hanoi (VIE)        | Malaysia              | 3–0       | Vittoria  |
| 2018 | Gruppo III, Playoff 1º-4º posto | 7 aprile       | Hanoi (VIE)        | Qatar                 | 3–0       | Vittoria  |
| 2019 | Gruppo III, Round Robin         | 26 giugno      | Singapore (SGP)    | Sri Lanka             | 3–0       | Vittoria  |
| 2019 | Gruppo III, Round Robin         | 27 giugno      | Singapore (SGP)    | Singapore             | 2–1       | Vittoria  |
| 2019 | Gruppo III, Round Robin         | 28 giugno      | Singapore (SGP)    | Kuwait                | 3–0       | Vittoria  |
| 2019 | Gruppo III, Playoff 1º-4º posto | 29 giugno      | Singapore (SGP)    | Siria                 | 2–0       | Vittoria  |

## Andamento
La seguente tabella riflette l'andamento della squadra dal 2000 ad oggi. Le colonne grigie indicano che la squadra non ha preso parte alla manifestazione in quegli anni.
| Pos.           | 00 | 01 | 02 | 03 | 04 | 05 | 06 | 07 | 08 | 09 | 10 | 11 | 12 | 13 | 14 | 15 | 16 | 17 | 18 | 19 |
| -------------- | -- | -- | -- | -- | -- | -- | -- | -- | -- | -- | -- | -- | -- | -- | -- | -- | -- | -- | -- | -- |
| Campione       |    |    |    |    |    |    |    |    |    |    |    |    |    |    |    |    |    |    |    |    |
| Finalista      |    |    |    |    |    |    |    |    |    |    |    |    |    |    |    |    |    |    |    |    |
| SF             |    |    |    |    |    |    |    |    |    |    |    |    |    |    |    |    |    |    |    |    |
| QF             |    |    |    |    |    |    |    |    |    |    |    |    |    |    |    |    |    |    |    |    |
| OF             |    |    |    |    |    |    |    |    |    |    |    |    |    |    |    |    |    |    |    |    |
| Qualificazioni | x  | x  | x  | x  | x  | x  | x  | x  | x  | x  | x  | x  | x  | x  | x  | x  | x  | x  | x  |    |
| Gruppo I       |    |    |    |    |    |    |    |    |    |    |    |    |    |    |    |    |    |    |    |    |
| Gruppo II      |    |    |    |    |    |    |    |    |    |    |    |    |    |    |    |    |    |    |    |    |
| Gruppo III     |    |    |    |    |    |    |    |    |    |    |    |    |    |    |    |    |    |    |    |    |
| Gruppo IV      |    |    |    |    |    |    |    |    |    |    |    |    |    |    |    |    |    |    |    |    |

Legenda
- Campione: La squadra ha conquistato la Coppa Davis.
- Finalista: La squadra ha disputato e perso la finale.
- SF: La squadra è stata sconfitta in semifinale.
- QF: La squadra è stata sconfitta nei quarti di finale.
- OF: La squadra è stata sconfitta negli ottavi di finale (1º turno). Dal 2019 sostituito dal Round Robin.
- Qualificazioni: La squadra è stata sconfitta al turno di qualificazione. Istituito nel 2019.
- Gruppo I: La squadra ha partecipato al Gruppo I della propria zona di appartenenza.
- Gruppo II: La squadra ha partecipato al Gruppo II della propria zona di appartenenza.
- Gruppo III: La squadra ha partecipato al Gruppo III della propria zona di appartenenza.
- Gruppo IV: La squadra ha partecipato al Gruppo IV della propria zona di appartenenza.
- x: Ove presente, la x indica che in quel determinato anno, il Gruppo in questione non è esistito.